# Ставниченко, Григорий Илларионович
Григорий Илларионович Ставниченко (26 февраля 1917, Покровка, Херсонская губерния — 29 марта 1997, Николаев) — старшина пулеметной роты 3-го стрелкового батальона 216-го гвардейского стрелкового полка гвардии старшина — на момент представления к награждению орденом Славы 1-й степени.

## Биография
Родился 26 февраля 1917 года в селе Покровка (ныне Веселиновского района Николаевской области Украины). Украинец.
Окончил школу и в 1937 году — Николаевский судостроительный техникум. Работал в должности инженера на судостроительном заводе в городе Николаеве. С началом войны пришел в военкомат, но как специалист, имеющий бронь, был оставлен на заводе.
В апреле 1944 года был призван в Красную Армию. С того же времени на фронт. Весь боевой путь прошел пулеметчиком в составе 216-го гвардейского стрелкового полка 79-й гвардейской стрелковой дивизии. Участвовал в боях за освобождение Одессы и Молдавии, форсировал реку Днестр, Буг и Вислу. Особо отличился в боях за на территории Польши и Германии.
14 января 1945 года на левом берегу реки Висла в районе деревни Цициновка, ворвавшись в числе первых во вражеские траншеи, из пулемета подавил 2 огневые точки и уничтожил до 15 противников.
Приказом командира 79-й гвардейской стрелковой дивизии от 12 февраля 1945 года гвардии старшина Ставниченко Григорий Илларионович награждён орденом Славы 3-й степени.
4-10 февраля 1945 года при форсировании реки Одер и расширении плацдарма на левом берегу в районе города Геритц гвардии старшина Ставниченко из пулемета подавил 2 огневые точки противника, истребил и вместе с бойцами взял в плен большое количество противников.
Приказом по войскам 8-й гвардейской армии от 31 марта 1945 года гвардии старшина Ставниченко Григорий Илларионович награждён орденом Славы 2-й степени
16 апреля 1945 года при прорыве обороны противника в 30 км западнее города Кюстрин гвардии старшина Ставниченко, командуя пулеметным расчетом, сразил свыше 15 пехотинцев.
Указом Президиума Верховного Совета СССР от 15 мая 1946 года за исключительное мужество, отвагу и бесстрашие в боях с вражескими захватчиками гвардии старшина Ставниченко Григорий Илларионович награждён орденом Славы 1-й степени. Стал полным кавалером ордена Славы.
В 1946 году лейтенант Ставниченко был демобилизован. Вернулся домой. Работал начальником планово-производственного отдела областного управления «Вторчермет». Жил в городе Николаев. Скончался 29 марта 1997 года.
Награждён орденами Отечественной войны 1-й степени, Славы 3-х степеней, медалями.